# 王曼昱
王 曼昱（おう ばんいく、ワン・マンユ、Wang Manyu、1999年2月9日 - ）は、中国出身の卓球選手。

## 人物
黒竜江省出身。
2014年、2015年に世界ジュニア卓球選手権の女子シングルスを連覇した。
2018年に世界選手権（ハルムスタッド大会）の女子団体代表に初選出、出場機会は多くはなかったが金メダルを獲得。
同年のアジア大会では女子シングルスで優勝した。
レベルの高い中国卓球女子界においても次世代のエースとして期待される若手の有力株である。

## 主な成績
※最高成績

### 女子シングルス
- アジア大会　優勝(2018)
- 世界ジュニア選手権　優勝(2014、2015)
- 世界選手権　優勝（2021）